# Vladimir Rouchaïlo
Vladimir Borissovitch Rouchaïlo (en russe : Владимир Борисович Рушайло), né le 28 juin 1953 à Morchansk, dans l'oblast de Tambov, est un homme politique russe.

## Biographie
En 1976, il sort de l'école supérieure de droit de la police du ministère de l'Intérieur à Omsk, puis il étudie à l'Académie du ministère de l'Intérieur. Il est docteur en droit.
Il travaille alors dans différents organes du ministère de l'Intérieur. De 1999 à 2001, il est ministre de l'Intérieur de Russie. De 2001 à 2004, il est secrétaire du Conseil de sécurité de la fédération de Russie. Du 14 juin 2004 au 5 octobre 2007, il est secrétaire exécutif de la Communauté des États indépendants. Le 5 décembre 2007, il est nommé membre du Conseil de la fédération par les députés de l'oblast d'Arkhangelsk. Depuis août 2008, il est le président de l'Institut international de droit et d'économie Griboïedov.